# Yarqā
Yarqā är en kommunhuvudort i Jordanien.   Den ligger i guvernementet Balqa, i den norra delen av landet, 24 km väster om huvudstaden Amman. Yarqā ligger 594 meter över havet och antalet invånare är 4 786.
Terrängen runt Yarqā är lite bergig. Runt Yarqā är det mycket tätbefolkat, med 1 095 invånare per kvadratkilometer. Närmaste större samhälle är As Salţ, 7,6 km norr om Yarqā. Trakten runt Yarqā består till största delen av jordbruksmark.